# Penela da Beira
Penela da Beira es una freguesia portuguesa del concelho de Penedono, con 15,96 km² de superficie y 410 habitantes (2001). Su densidad de población es de 25,7 hab/km².